# Vida robada
Vida robada (lit. Vida roubada) é uma telenovela mexicana produzida por Carlos Sotomayor e transmitida pelo Las Estrellas entre 30 de setembro de 1991 e 17 de janeiro de 1992, substituindo Yo no creo en los hombres e sendo substituída por El abuelo y yo.
É uma refilmagem de Ha llegado una intrusa, produzida em 1974, que por sua vez é um remake da telenovela brasileira A Intrusa. 
Foi protagonizada por Erika Buenfil e Sergio Goyri, nos papéis antagônicos Cynthia Klitbo e Rosa María Bianchi e as participações estelares de Fernando Luján, Sonia Furió e Juan Carlos Colombo.

## Enredo
Gabriela é uma boa e generosa mulher, que estuda em uma universidade sem saber quem pagou por sua educação, já que ela não tem família. Depois de uma série de circunstâncias decide substituir um colega de classe, Leticia, uma menina rica e ambiciosa, que depois de fugir nunca mais voltou para casa. Ela se move para "La Encina", a fazenda onde Leticia vive e descobre que ela era uma terrível filha e que sua família a despreza. Gabriela consegue conquistar o amor de Don Ramon, o pai de Letícia. Ele é casado com Irene, uma mulher bem mais jovem e que domina à vontade com seus caprichos. Irene odeia Gabriela Leticia, pois a considera um rival para a herança de Don Ramon. Gabriela se apaixona pelo engenheiro Carlos Medina, que é um funcionário de Don Ramon. Ele é um homem nobre, forte e determinado. Carlos se sente atraído por Gabriela, mas acreditando que ela é Leticia, tenta lutar contra seus sentimentos. Mas Gabriela o conquista e consegue se casar com ele. Neste ponto da história reaparece a verdadeira Leticia. Ela se apaixona por Carlos e consumida pelo ciúme, tenta separar o casal. Em seguida, Carlos sofre um terrível acidente ... 
Em torno do casal outros personagens se desenvolvem: Rubén é um médico bom e honesto que se torna um rival de Carlos, porque ele ama sinceramente Gabriela. Sua irmã Nelly se apaixona por Carlos. Desesperada, ela se envolve com um homem casado e fica grávida. 
Rosita é prima de Rúben e Nelly e se criou com eles porque ela era órfã . Ela está dividida entre o amor de dois homens: Jorge e Luis. 
Gabino, que vive com Carlos, o quer como um irmão. Ele se apaixona pela verdadeira Leticia e ela se aproveita dele.

## Elenco
- Erika Buenfil - Gabriela Durán / Leticia Avelar
- Sergio Goyri - Carlos Medina
- Cynthia Klitbo - Leticia Avelar / Verónica Almeida
- Fernando Luján - Don Ramón Avelar
- Rosa María Bianchi - Irene Avelar
- Sonia Furió - Carlota Carvajal
- Fernando Sáenz - Gabino
- Queta Carrasco - Juventina
- Romina Castro - Anaísa
- Juan Carlos Colombo - Ernesto Lascuráin
- Joaquín Garrido - Cuco
- Graciela Bernardos
- Constantino Costas - Tony Hansen
- José Antonio Ferral - Pancho
- Raúl Magaña - Luis
- Silvia Mariscal - Daniela
- Guy de Saint Cyr - Guillermo Alvarado
- Jacqueline Munguía - Rosita
- Aída Naredo - Corina
- Juan Felipe Preciado - Anselmo Medina
- Martha Resnikoff - Lupe
- Luis Rivera - Rubén Carvajal
- Sergio Sánchez - Felipe
- Yadira Santana - Nelly Carvajal
- Jorge Urzúa - Jorge
- Lucy Tame - Claudia
- Dacia Arcaráz - Leonor Carvajal
- Brenda Oliver
- Fabiola Campomanes
- Dinorah Cavazos
- Eva Díaz
- Benjamín Islas - Inspector

## Versões
- Em 1967, a Rede Tupi produziu A Intrusa, protagonizada por Dina Sfat, Patrícia Mayo e Hélio Souto.
- Em 1974 foi produzida Ha llegado una intrusa, protagonizada por Jacqueline Andere, Joaquín Cordero e Sylvia Pasquel.
- Em 1983, o SBT produziu uma versão brasileira intitulada Vida Roubada, adaptada por Raimundo Lopez e estrelada por Suzy Camacho, Fausto Rocha e Eliane Giardini.
- Em 2022, a TelevisaUnivisión realizou uma nova versão da obra, intitulada Mi secreto, protagonizada por Macarena García, Diego Klein e Isidora Vives.